# Dorcadion abstersum
Dorcadion abstersum là một loài bọ cánh cứng trong họ Cerambycidae.